# Lame biaise

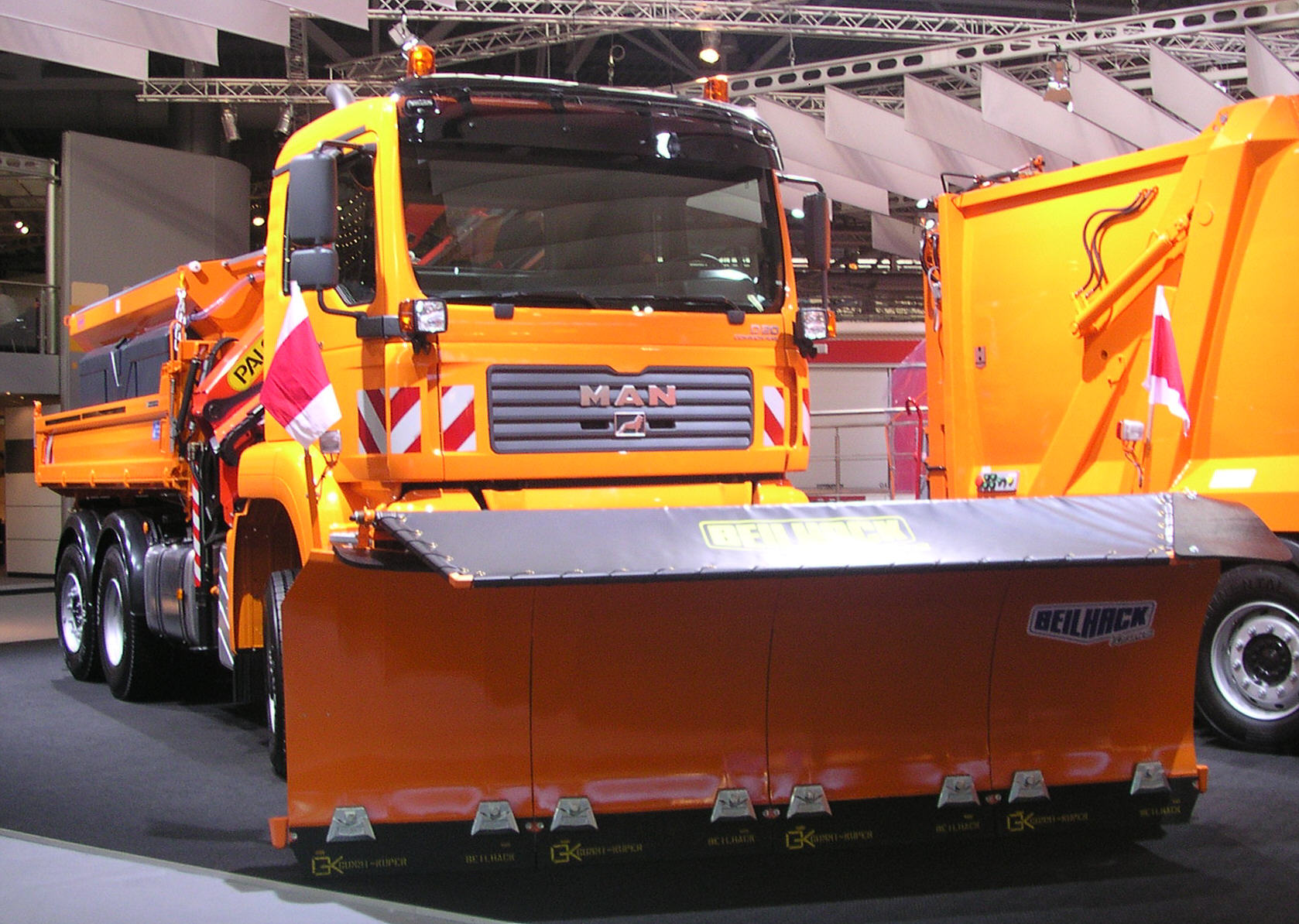
Une lame biaise montée sur un camion.

Schéma de lames biaises.

Une lame biaise  est un outil destiné à racler la neige en période hivernale et à la déplacer sur le côté de la chaussée afin de permettre la circulation routière. Elle se distingue du rabot déneigeur par l’inclinaison de sa lame d’usure.

## Caractéristiques
Cet outil est fixé à l'avant du véhicule de déneigement et est poussé par celui-ci. Il est constitué d'un châssis généralement en acier, d'un corps de lame en acier ou en plastique et d'une lame d'usure en acier ou en matière synthétique.
Une lame biaise est composée :
- d’un corps de lame galbé en général en acier, mais de plus en plus souvent remplacé par des matériaux synthétiques ;
- une lame d’usure en caoutchouc, en caoutchouc armé, en acier ou en acier et carbure de tungstène.

Son angle d’orientation est réglable. Le relevage et l’orientation de la lame sont faites par vérins à l’aide de commandes hydrauliques.
La largeur de lame varie de 2 à 5 mètres et sa hauteur de 0,65 m à 1,60 mètre.

### Éléments composant la lame

Schéma des éléments d'une lame biaise.

### Équipements de signalisation obligatoires en France
Lorsque la largeur hors tout de l'outil de raclage est supérieure à celle du véhicule porteur, il y a obligation de placer à chaque extrémité latérale supérieure de l'outil un feu d'encombrement (de gabarit) de couleur blanche en face avant et rouge en face arrière.
Il y a lieu également d’équiper chaque extrémité d'une banque de signalisation rétro-réfléchissante alternativement rouge et blanche :
- sur la face avant de l'outil de largeur 14 cm et de longueur minimale 28 cm de préférence portée par une plaquette positionnée horizontalement en partie supérieure de l’outil et dont la face arrière est peinte en noir mat afin d'éviter toute réflexion gênante de lumière.
- sur la face arrière de l'outil, de largeur 14 cm et de longueur minimale 28 cm (de préférence 58 cm pour accroître sa visibilité) disposée verticalement

## Utilisation

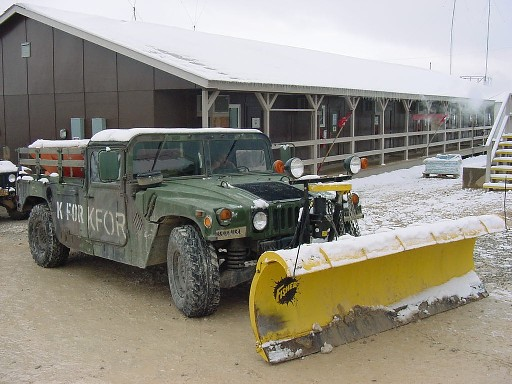
Lame biaise orientable montée sur un Humvee.

Cet outil permet d’attaquer des hauteurs de neige allant de 0,20 mètre à 0,80 mètre pour les lames biaises très hautes, plus généralement entre 0,30 m et 0,40 mètre.
Il peut être utilisé à des vitesses allant de 30 km/h à 80 km/h pour les lames très équilibrées.